# Hard Pop
Hard Pop war eine Band aus Ost-Berlin und einer der bedeutendsten Vertreter der anderen Bands in der DDR.

## Geschichte
Die Anfänge der Band reichen auf eine 1979 gegründete Band namens Der Schwarze Kanal (wie die gleichnamige Fernsehsendung, nicht zu verwechseln mit der 1989 aus L’Attentat hervorgegangenen gleichnamigen Leipziger Band) zurück. Dort musizierten Günther Spalda (voc, g), Bernd Jestram (bg), Cerstin Gorek (voc) und Anette Schuster (voc). 1981 gründeten Spalda und Jestram Rosa Extra, eine Band gleichlautend mit einem DDR-Damenhygieneartikel. Zum Line-up gehörten des Weiteren Ralf Lepsch (sax) und Uwe Jellinek (voc). Am Schlagzeug waren in der Bandgeschichte bis 1984 Alexander Kriening und Ronald Lippok tätig. Für die im letztgenannten Jahr erfolgte Einstufung der Gruppe musste der Bandname gewechselt werden, wobei man sich für Hard Pop entschied.  Im September 1987 löste sich die Band auf, so dass Mastermind Spalda für die Aufnahmen zu Kleeblatt Nr. 23 Ende 1987 noch einmal ein neues Band-Line-up zusammenstellte und selbst vom Schlagzeug zu Bass und Gesang wechselte. 1988 spielte die Band unter dem Namen Gorki Park noch einmal live miteinander.
Die Mitglieder der Gruppe waren später in zahlreichen weiteren Bands des DDR-Untergrunds wie This Pop Generation, Ornament & Verbrechen, Aufruhr zur Liebe, Die anderen, Feeling B, Tausend Tonnen Obst, Teurer denn je oder Dekadance aktiv.

## Diskografie
- 1979: Spiel mit (als Der Schwarze Kanal), erschienen auf Spannung. Leistung. Widerstand. Magnetbanduntergrund DDR 1979-1990, ZickZack 2006
- 1982: Was mir deine Schleuder ist dir meine Waschmaschine (als Rosa Extra), erschienen auf Spannung. Leistung. Widerstand. Magnetbanduntergrund DDR 1979-1990, ZickZack 2006
- ca. 1984: Waschmaschine, erschienen auf Meine Heimat der Osten Vol. 3, Heimat Kassetten 1990
- 1985: Live - Berliner Kongresshalle 26. November 1985, Heimat Kassetten 1990
- 1986: In dieser Nacht, erschienen auf Das Album - Rockbilanz 1986,  Amiga 1986
- 1988: Grau / Tote Ballerina / Angst vom Mund, erschienen auf Kleeblatt Nr. 23 - Die anderen Bands, Amiga 1988
- 1989: Katjuscha / Schlaflied, erschienen auf Parocktikum, Amiga 1989
- 1990: Schlaflied, erschienen auf Grenzfälle, Zong Records 1990
- 1992: Fang an steh auf / Mackie Messer, erschienen auf Sentimentaler Rückblick, DJ Dörte, 1992
- 1992: Schlaflied, erschienen auf Rock aus Deutschland Ost Volume 20: Aufbruch Umbruch Abbruch - Die letzten Jahre, Deutsche Schallplatten Berlin 1992